# Auris-en-Oisans
Pour les articles homonymes, voir Auris (homonymie) et Oisans.
Auris-en-Oisans est une station de sports d'hiver se situant sur la commune d'Auris en Isère. Son altitude s'échelonne de 1 600 m à 3 330 m et est reliée à l'Alpe d'Huez.

## Géographie

### Situation et description

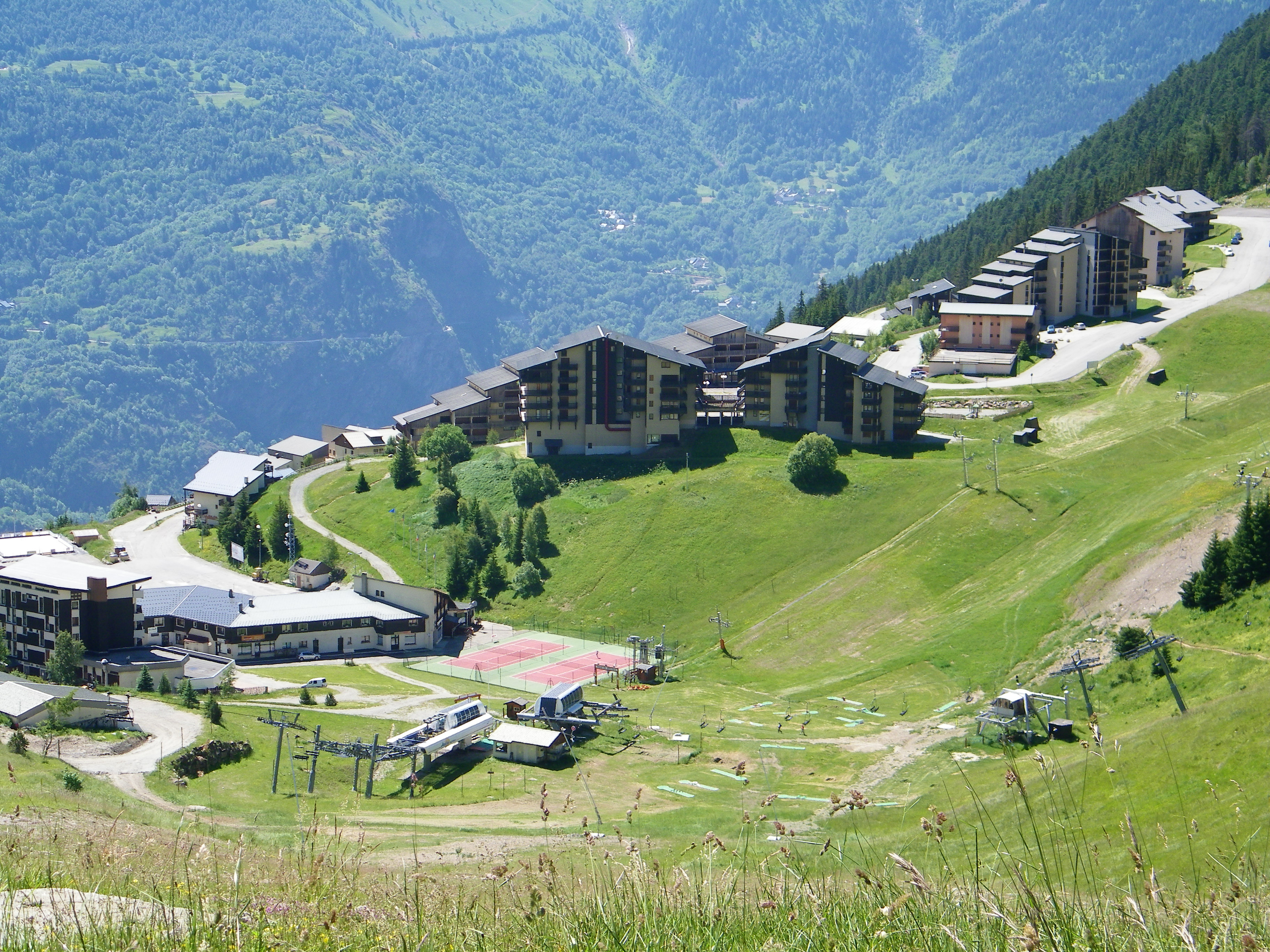
Station d'Auris en Oisans en été.

La station de ski d'Auris-en-Oisans est située dans le département de l'Isère, dans les Alpes du Nord, elle est à environ 4 km du hameau des Cours, à environ 1 heure de Grenoble et à environ 2 heures de Lyon ou Valence. Elle est desservie pour ses clients étrangers par l'aéroport de Grenoble-Isère.
La station est bordée par la plus haute forêt d'épicéas d'Europe, la forêt de Piegut, qui s'échelonne de 1 400 m à 1 764 m d'altitude.
De la station on a un panorama sur le parc national des Ecrins avec le glacier du Mont-de-Lans, sur la Meije et sur la station des Deux Alpes, elle est au pied du signal de l'homme qui culmine à 2 176 m d'altitude.

## Histoire
- 1970, création de la station avec le téléski Bauchets et le télésiège Sures.
- 1971, station reliée à l'Alpe d'Huez par télésièges fixes.
- 1988, construction du télésiège débrayable Alpauris, meilleure liaison avec l'Alpe d'Huez.
- 1991, construction du télésiège débrayable Auris Express.
- 2000, fermeture de l'espace nouvelle glisse (snowpark).
- 2006, construction du télésiège débrayable Louvets, liaison avec le télésiège débrayable Alpauris et le télésiège débrayable Auris Express.
- 2008, ajout de 31 canons à neige sur le secteur Piégut et 3/4 de la piste du Col.
- 2009, Auris-en-Oisans devient la septième station verte de l'isère[2],[3].Ajout de 11 canons à neige sur la piste des gentianes du sommet des Sûres au col de Maronne, ce qui porte à 42 le nombre de canons à neige installés sur le domaine d'Auris.
- 2011 remplacement des remontées de Fontfroide, par un télésiège débrayable 6 places et création d'une piste bleue partant du signal de l'homme[4].

Rénovation du télésiège 2 place de Piegut.
- 2012 - 2013 création du domaine VTT : 4 pistes de descente permanentes (2 vertes, 1 bleue, 1 rouge) adaptées aux débutants et aux experts et mise en place d'une navette gratuite entre Auris et l'Alpe d'Huez

## Domaine Auris-en-Oisans
Située à 1600 m d'altitude sur un versant sud, Auris est une station pratique particulièrement adaptée aux exigences des familles (accès immédiat aux pistes, proximité des commerces, facilité de stationnement, flexibilité du club enfants et de l'ESF…).
- Caractéristiques :
  - Ouverture : vacances de Noël
  - Fermeture : vacances de Pâques
  - Altitude : 1600 m - 2176 m
  - 600 m de dénivelé max
  - 45 km de pistes damées
  - 24 pistes (• 5 • 9 • 8 • 2) voir le nombre de pistes ouvertes
  - 11 remontées mécaniques (7 télésièges)
  - 31 enneigeurs (1 retenue artificielle)
  - Secteur débutant sécurisé
  - Accès au grand domaine : 10 minutes

## Domaine skiable Alpe d'Huez
La station de ski d'Auris-en-Oisans donne accès aux 250 km de pistes du grand domaine ski de l'Alpe d'Huez.

### Ski de piste

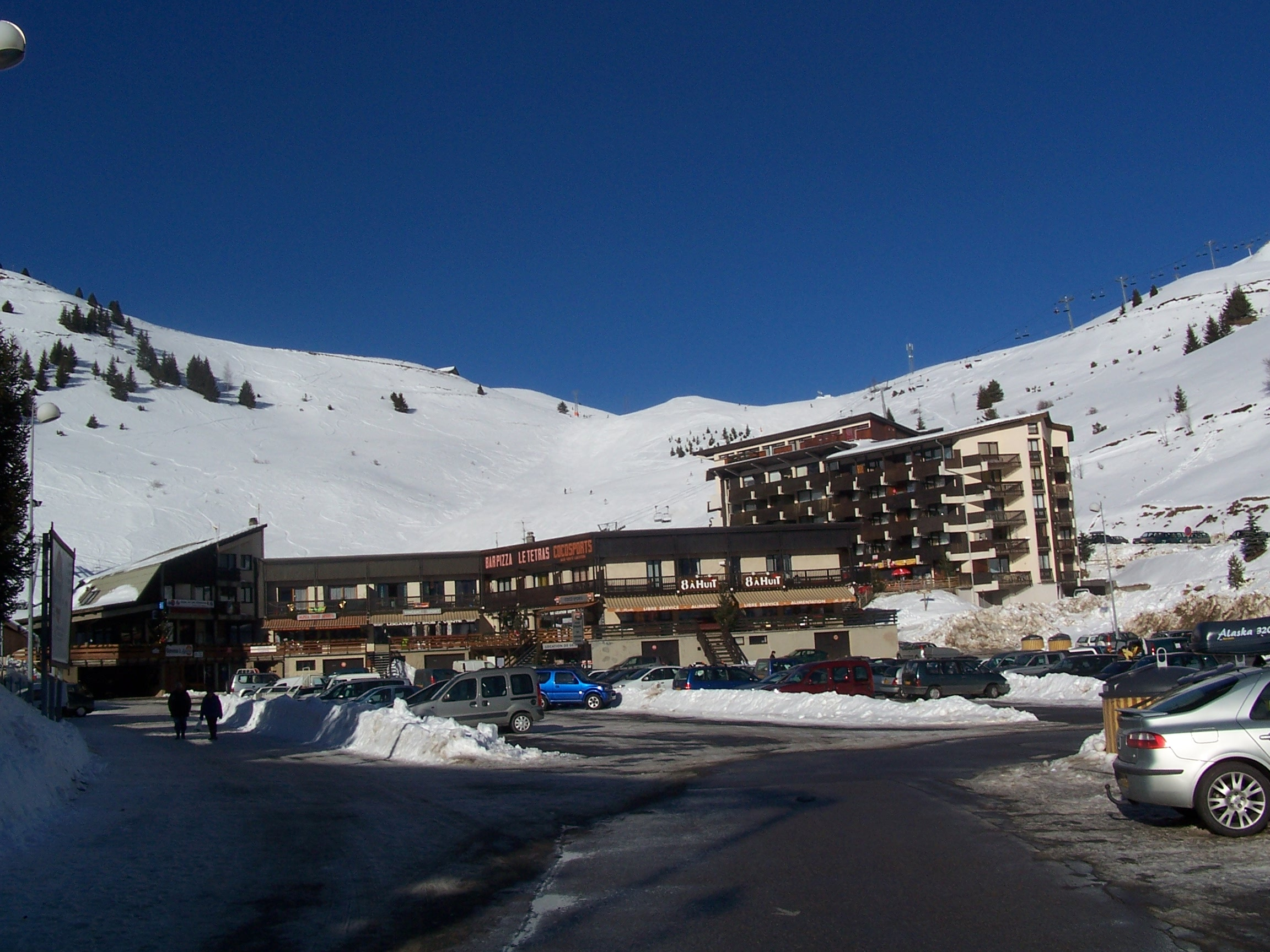
Place des Orgières.

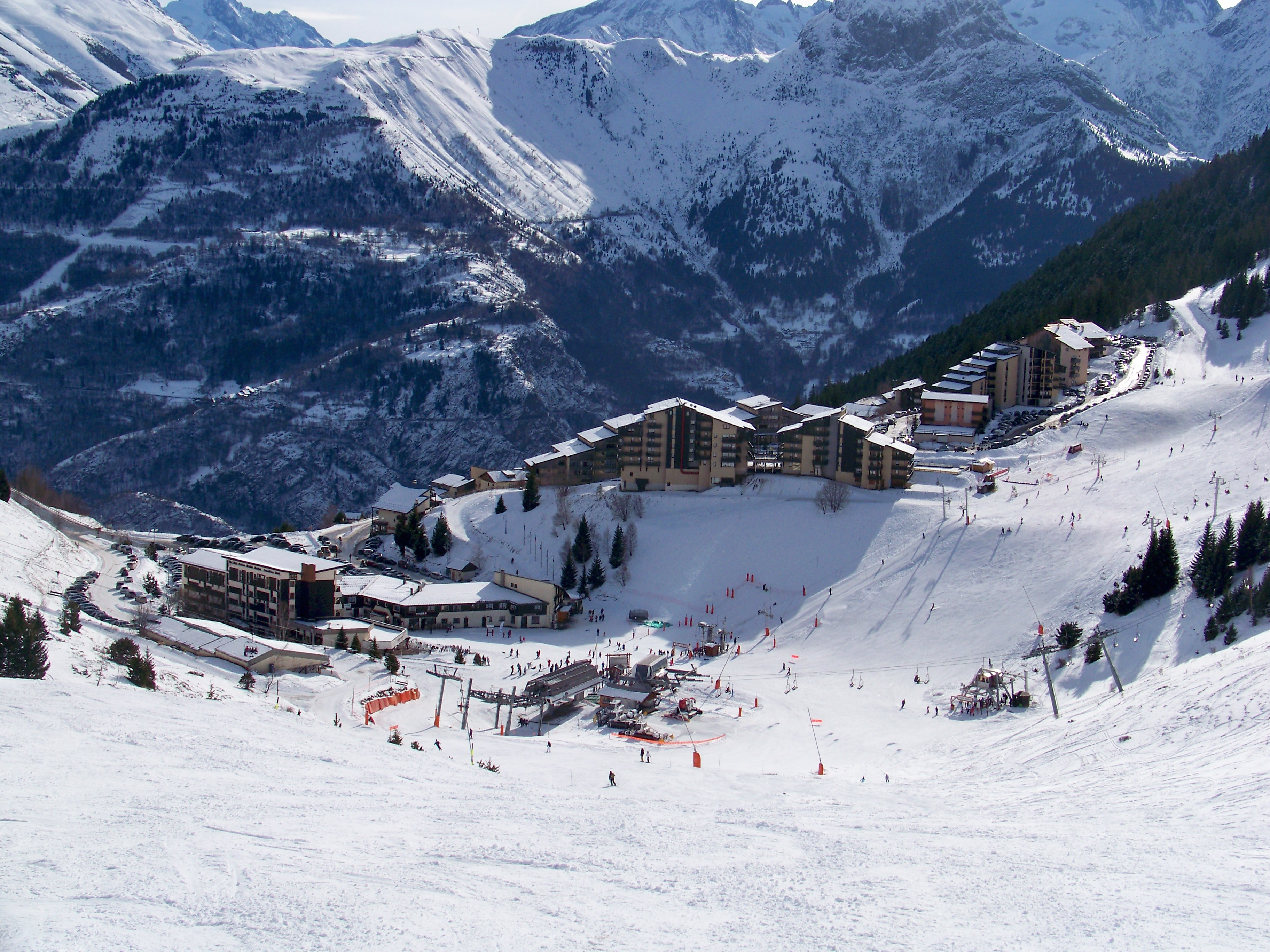
Auris en Oisans depuis les pistes.

- 135 pistes pour 250 km de longueur :
  - 16 pistes noires
  - 40 pistes rouges
  - 36 pistes bleues
  - 41 pistes vertes

La station est équipée de :
- 3 téléphériques
- 1 funitel
- 1 DMC sur deux tronçons
- 9 télécabines
- 6 télésièges débrayables
- 17 télésièges fixes
- téléskis débrayables
- 40 téléskis fixes
- 4 ascenseurs et tapis
- télécordes
- 1 snowpark
- 1 boardercross
- 1 half-pipe
- 944 enneigeurs

### Ski de fond
Il y a une boucle de ski de fond sur le domaine skiable d'Auris, c'est la boucle de la Rochette (7 km).

### Sources
1. ↑  « Domaines skiable Auris - Alpe d'Huez », sur auris-en-oisans.com via Wikiwix (consulté le 7 octobre 2023).
2. ↑  « Loisirs, tourisme et vacances Nature dans 600 destinations », sur stationverte.com (consulté le 7 avril 2023).
3. ↑  « Auris station verte », sur auris-en-oisans.com via Wikiwix (consulté le 7 octobre 2023).
4. ↑  la rédaction du DL, « AURIS EN OISANS  / La saison d’hiver se prépare », Le Dauphiné libéré,‎ 2 octobre 2011 (lire en ligne, consulté le 9 août 2020).